# Жуковская премия
Жуковская премия (премия им. Жуковского) — одна из премий Императорского русского географического общества.
В 1847 году табачный фабрикант, коммерции советник Жуков обязался в течение 10 лет ежегодно предоставлять географическому обществу по 500 рублей на премию на лучшее сочинение по статистике России. Последний раз премия была присуждена в 1861 году.
Лауреаты премии:
- 1847 (полная) Г. П. Небольсин — за Статистическое обозрение внешней торговли России.
- 1849 (полная) К. И. Арсеньев — за «Статистические очерки России»
- 1851 (половинная) А. С. Воронов — за историко-статистическое обозрение учебных заведений Санкт-Петербургского учебного округа
- 1852 (полная) П. И. Кеппен — за этнографическую карту  Европейской России
- 1853 (половинная) Н. Я. Данилевский — за сочинение «Климат Вологодской губернии»
- 1853 (половинная) П. И. Небольсин — за описание Армянской области
- 1855 (полная) Е. И. Ламанский — за исторический очерк денежного обращения в России
- 1856 (полная) А. С. Воронов — за 2-ю часть историко-статистического обозрения учебных заведений Санкт-Петербургского учебного округа
- 1857 Д. П. Журавский — за статистическое обозрение Киевской губернии
- 1861 (полная) протоиерей Ф. В. Гиляровский — за Исследования о рождении и смертности детей в Новгородской губернии Архивная копия от 20 декабря 2016 на Wayback Machine

## Источник
- Семёнов-Тян-Шанский П.П. История полувековой деятельности Императорского Русского Географического общества 1845—1895: В 3 частях. — СПб.: В тип. В. Безобразова и Комп., 1896.. Ч. 1. — 1896. — С. 62.